# Annelies, tulipes blanches et anémones
Annelies, tulipes blanches et anémones est un tableau réalisé par le peintre français Henri Matisse en 1944. Cette huile sur toile est le portrait d'Annelies Nelck, un modèle de l'artiste qu'il représente ici assise à une table face à un livre, entre deux vases de fleurs, celui de gauche rempli de tulipes blanches, celui de droite d'anémones de plusieurs couleurs. Depuis un don en 1946, l'œuvre est conservée à l'Honolulu Museum of Art, à Hawaï, aux États-Unis.